# Gmina Brønderslev (1970–2006)
Gmina Brønderslev (duń. Brønderslev Kommune) – istniejąca w latach 1970–2006 gmina w Danii w  okręgu północnej Jutlandii (Nordjyllands Amt). Siedzibą władz gminy było miasto Brønderslev. Gmina Brønderslev została utworzona 1 kwietnia 1970 na mocy reformy podziału administracyjnego Danii. 
Po kolejnej reformie administracyjnej w roku 2007 weszła w skład nowej gminy Brønderslev.

## Dane liczbowe
- Liczba ludności: (♀ 10 129 + ♂ 9978) = 20 107
  - wiek 0-6: 8,5%
  - wiek 7-16: 13,2%
  - wiek 17-66: 62,8%
  - wiek 67+: 15,6%
- zagęszczenie ludności: 63,6 osób/km²
- bezrobocie: 7,4% osób w wieku 17-66 lat
- cudzoziemcy z UE, Skandynawii i USA: 69 na 10 000 osób
- cudzoziemcy z krajów Trzeciego Świata: 155 na 10 000 osób
- liczba szkół podstawowych: 7 (liczba klas: 122)

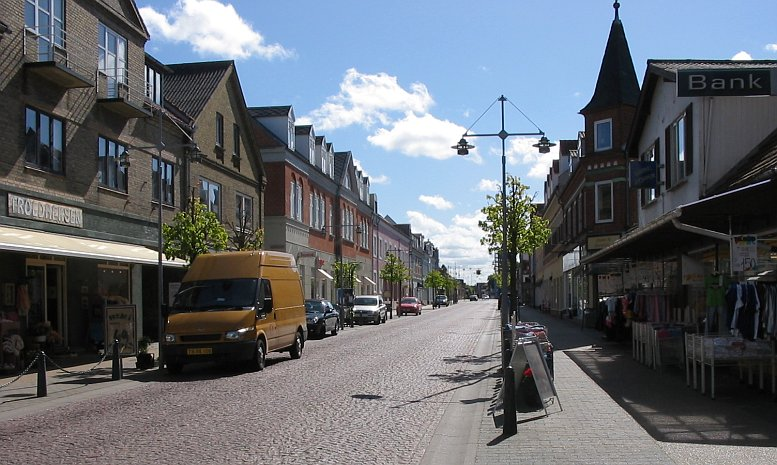
ulica w Brønderslev, siedzibie gminy